# Spio filicornis
Spio filicornis är en art av 	havsborstmaskar som först beskrevs av Otto Friedrich Müller 1776. Spio filicornis ingår i släktet Spio och familjen Spionidae. Arten är reproducerande i Sverige. Utöver nominatformen finns också underarten S. f. pacifica.